# Rakt
Rakt er en landsby i kommunen Uden, Noord-Brabant, Holland. Udover at være stedet for en berømt vindmølle, Molen van Jetten (bygget i 1811 og flyttet til sin nuværende placering i 1900), er Rakt også hjemsted for FC de Rakt, et amatørfodboldhold grundlagt i 1968 med hjemmebane ved Moleneind, under møllen. Hvert år arrangerer klubben en fodboldturnering på banerne omkring møllen.

## FC de Rakt
I september 2008 blev det lokale kvindefodboldhold FC de Rakt (FC de Rakt DA1) nævnt i internationale medier for at skifte sin gamle spilledragt med en ny, der indeholdt korte nederdele og stramtsiddende trøjer.